# Dollar du Nouveau-Brunswick
Le dollar fut la monnaie du Nouveau-Brunswick entre 1860 et 1867. La monnaie remplaça la livre du Nouveau-Brunswick à un taux de change de 4 dollars pour une livre (ou 1 shilling pour un dollar) et équivalait au dollar canadien. Le dollar du Nouveau-Brunswick fut remplacé par le dollar canadien lorsque la province joignit la confédération canadienne.

## Pièces
|                                    |  |  |
| ½ cent du Nouveau-Brunswick (1861) |  |  |

Des pièces furent émises entre 1861 et 1864, dans les valeurs de ½, 1, 5, 10 et 20 cents. Les pièces de ½ et 1 cent étaient faites de bronze, les autres étant en argent.

## Billets
Quatre banques émettaient des billets, la Bank of New Brunswick, la Central Bank of New Brunswick, la Commercial Bank of New Brunswick et la People's Bank of New Brunswick. Les billets étaient émis en coupures de 1, 2, 3, 4, 5, 8, 10, 20, 50 et 100 dollars. Les billets de la Commercial Bank portaient également les valeurs en livres et shillings. La Bank of New Brunswick et la People's Bank of New Brunswick continuèrent d'émettre des billets après la Confédération.